# Заим Шарац
Заим Шарац (Столац, 1892 — Сарајево, 27. април 1965) био је босанскохерцеговачки судија и адвокат и југословенски политичар.

## Биографија
Похађао је Вишу гимназију у Мостару, а дипломирао на је Правном факултету Свеучилишта у Загребу, гдје је и докторирао право. Већ током Првог свјетског рата био је југословенски оријентисан, а 1918. је учествовао у побуни аустроугарских војника у Пули.
У међуратном периоду радио је као судија, а касније и као адвокат. Дуго је био укључен у рад муслиманског културно-просветног друштва Гајрет. Био је потпредсједник друштва од 1936. године. Послије осовинске инвазије на Југославију у априлу 1941. повукао се у изолацију, али је од љета био активан у Народноослободилачком покрету. Био је сарадник секретара Мјесног комитета КПЈ за Сарајево Владимира Перића Валтера. У априлу 1945. изабран је за делегата у Земаљском антифашистичком вијећу народног ослобођења Босне и Херцеговине, односно члан послијератне Народне скупштине Босне и Херцеговине.
Након рата, обаљао је неколико политичких функција, укључујући функцију потпредсједника прве Владе Федералне Државе Босне и Херцеговине, федералног министра трговине и снабдијевања, затим министра пошта и више пута посланика у федералном парламенту.
Водио је Културно друштво Муслимана „Препород”, које је замјенило раније удржужења Гајрет и Народну узданицу.
Заим је оженио Јелку Рендали, с којој је имао сина Недима (1926—2008), по занимању историчара и политичара.